# Warszawa Toruńska

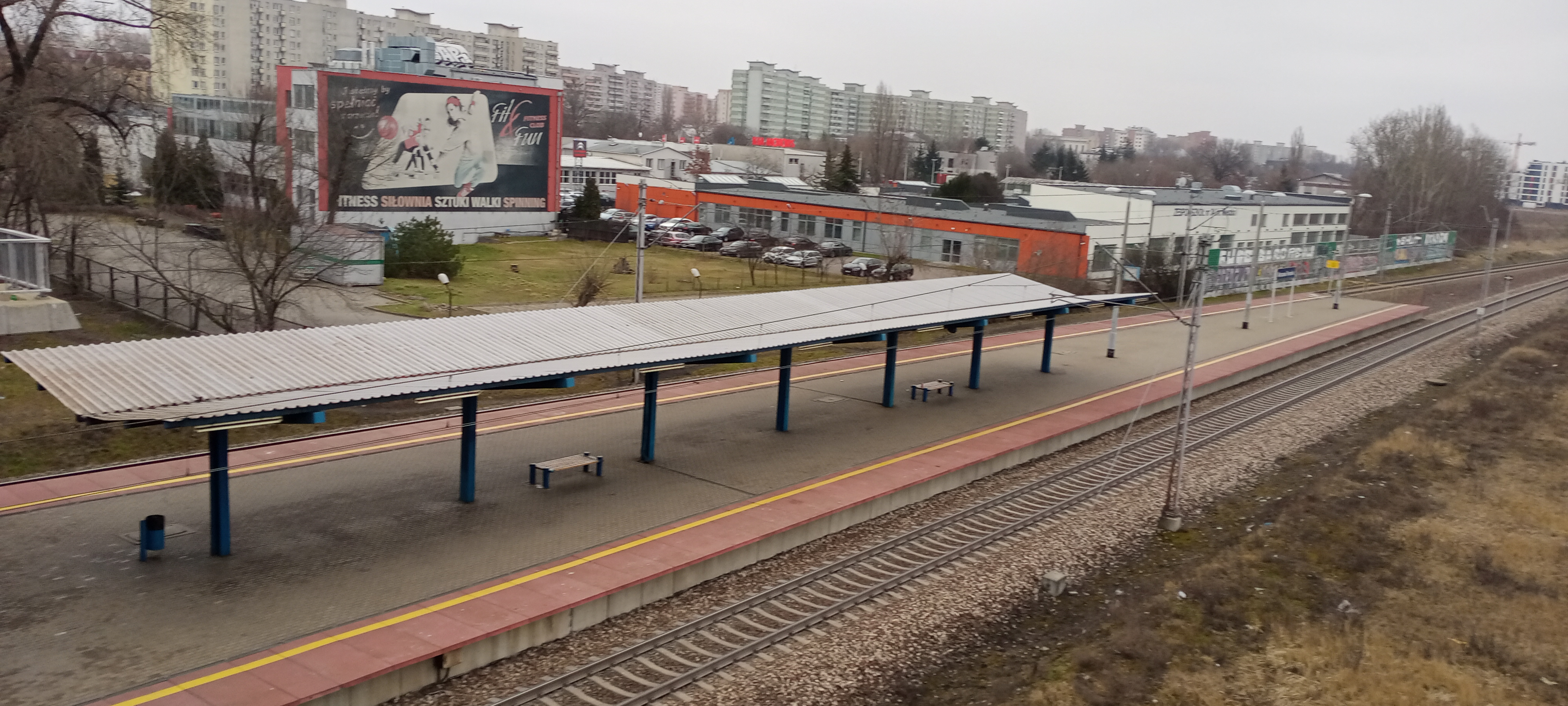
Przystanek Warszawa Toruńska widziany z wiaduktu Trasy Toruńskiej

Warszawa Toruńska – przystanek kolejowy w Warszawie, położony częściowo na terenie dzielnicy Targówek, a częściowo dzielnicy Białołęka, pod wiaduktem Trasy Toruńskiej, tworzący tzw. węzeł nadwiślański.

## Ruch pasażerski[1]
| Rok  | Wymiana pasażerska na dobę |
| ---- | -------------------------- |
| 2017 | 2000                       |
| 2018 | 1700                       |
| 2019 | 1600                       |
| 2020 | 1300                       |
| 2021 | 1200                       |
| 2022 | 1200                       |
| 2023 | 1600                       |

## Połączenia
| Przewoźnik         | Linia    | Trasa                                                      |                   |
| ------------------ | -------- | ---------------------------------------------------------- | ----------------- |
| Koleje Mazowieckie | R90/RE90 | Warszawa Zachodnia peron 9 – Warszawa Toruńska – Działdowo | [ 3 ] [ 4 ] [ 5 ] |
| Koleje Mazowieckie | RL       | Warszawa Lotnisko Chopina – Warszawa Toruńska – Modlin     | [ 3 ] [ 4 ] [ 5 ] |
| SKM Warszawa       | S3       | Warszawa Lotnisko Chopina – Warszawa Toruńska – Legionowo  | [ 3 ] [ 4 ] [ 5 ] |
| SKM Warszawa       | S4       | Piaseczno – Warszawa Toruńska – Zegrze Południowe          | [ 3 ] [ 4 ] [ 5 ] |
| SKM Warszawa       | S40      | Piaseczno – Warszawa Toruńska – Wieliszew/Radzymin         | [ 3 ] [ 4 ] [ 5 ] |

Do przystanku można dojechać autobusami Zarządu Transportu Miejskiego (przystanek PKP Toruńska).

## Historia
Przystanek powstał w 1989 roku. Tory i peron przystanku zostały wyremontowane w 2009 roku.